# Koréra Koré
Koréra Koré est une localité et une commune rurale malienne, située dans le pays de la Kinguis, d'arrondissement dans le cercle de Troungoumbé, dans la région de Nioro du Sahel. La commune compte 16 villages et quelques hameaux.

## Géographie
Cette commune du Sahel est situé à environ 400 kilomètres de la capitale malienne Bamako.

## Histoire
L'histoire de la commune se confond avec celle du Kingui, fondé par les Diawaras, vainqueurs des Soninkés du Diarrah et des Foutankes du Tekrour. En mars 2023, la commune est distraite de cercle de Nioro du Sahel pour être versée dans le cercle de Troungoumbé[Quoi ?].

## Population
La population est environ de 17 000 habitants.

## Villages
La commune s'étend sur 16 localités relevées lors du recensement général de 2009.
Les villages les plus peuplés sont :
- Koréra Koré (3 205 habitants) ;
- Lakoulé (2 840 habitants) ;
- Diewaye (1 873 habitants).

En 2023, la loi 2023-007 attribue à la commune 17 villages, fractions ou quartiers.

## Politique
| Année | Maire élu        | Parti politique |
| ----- | ---------------- | --------------- |
| 2004  | Mahamadou Konaté | ADEMA           |
| 2009  | Fodié Sacko      | Parena          |

### Éducation
L'école fondamentale est situé sur trois centres :
- 6 classes à Koréra-Koré ;
- 2 classes à Diabaguéla ;
- 1 classe à Lakoulé ;
- 1 classe à kouroute.

### Santé
La commune dispose d'un centre de santé communautaire (centre regroupant un dispensaire, une maternité et un dépôt pharmaceutique) à Koréra Koré, ainsi que de deux dispensaires, à Lakoulé et Diabaguéla.

## Jumelage
- Bures-sur-Yvette, en France